# World Seniors Darts Masters
| World Seniors Darts Masters | World Seniors Darts Masters      |
| --------------------------- | -------------------------------- |
| Sportart                    | Darts                            |
| Organisator                 | World Seniors Darts              |
| Turnierart                  | Einladungsturnier                |
| Austragungsort              | Nissan S&L Complex, Sunderland   |
| Austragungszeitraum         | November                         |
| Letzter Sieger              | John Henderson                   |
| Erste Austragung            | World Seniors Darts Masters 2022 |
| Letzte Austragung           | World Seniors Darts Masters 2024 |

Das World Seniors Darts Masters war ein Turnier im Dartsport, welches 2022 zum ersten Mal ausgetragen wurde. Es wurde von der World Seniors Darts (WSD) ausgetragen. Erster Sieger des Turniers war David Cameron aus Kanada. Letzter Titelträger im Jahr 2024 war John Henderson aus Schottland. Für 2025 ist keine Austragung geplant. Nachdem die Ticketverkäufe für die restlichen World Seniors Darts-Turniere im August gestoppt wurden, ist von einer erneuten Austragung nicht auszugehen.

## Geschichte
Am 11. Januar 2022 wurde die erstmalige Austragung eines World Seniors Masters durch die WSD auf Twitter bekanntgegeben. Infolgedessen wurden immer mehr Informationen und Teilnehmer verkündet.
Ursprünglich war auch für 2025 eine Ausgabe des Masters angekündigt. In neueren Veröffentlichungen der WSD wird jedoch kein World Seniors Darts Masters mehr erwähnt, weshalb zumindest fraglich war, ob 2025 noch ein Turnier ausgetragen wird. Im August 2025 wurden schließlich die Ticketverkäufe für das World Seniors Darts Matchplay 2025 und die World Seniors Darts Championship 2026 gestoppt und eine Rückerstattung der bereits gekauften Tickets gestartet. Seitens ehemaliger Spieler wurde daraufhin das Ende der ausrichtenden Organisation bekanntgegeben. Ein offizielle Statement gab es nicht.

## Format und Qualifikation
An dem Turnier nahmen zuletzt 16 Spieler teil. Von diesen werden 12 zum Turnier eingeladen. Zwei weitere Spieler qualifizieren sich über einen Qualifier für das Turnier. Die letzten beiden Plätze gehen an den Führenden der WSD Order of Merit und den Führenden der WSD World Rankings. Es wird im K.-o.-System und im Modus 501 double-out gespielt.

## Preisgeld
Das Preisgeld verteilte sich beim Turnier 2024 wie folgt:
| Position (Anzahl der Spieler) | Position (Anzahl der Spieler) | Preisgeld |
| ----------------------------- | ----------------------------- | --------- |
| Gewinner                      | (1)                           | 10.000    |
| Finalist                      | (1)                           | 5.000     |
| Halbfinalisten                | (2)                           | 2.500     |
| Viertelfinalisten             | (4)                           | 1.250     |
| Achtelfinalisten              | (8)                           | 750       |
| Gesamt                        | Gesamt                        | 31.000    |

## Finalergebnisse
| Jahr | Austragungsort                       | Sieger         | Ergebnis | Finalist        | Preisgeld | Preisgeld |
| Jahr | Austragungsort                       | Sieger         | Ergebnis | Finalist        | Gesamt    | Sieger    |
| ---- | ------------------------------------ | -------------- | -------- | --------------- | --------- | --------- |
| 2022 | Lakeside Country Club, Frimley Green | David Cameron  | 6 : 3    | Phil Taylor     | 0£ 33.000 | 0£ 10.000 |
| 2023 | Westlands, Yeovil                    | Leonard Gates  | 6 : 2    | Richie Howson   | 0£ 31.000 | 0£ 10.000 |
| 2024 | Nissan S&L Complex, Sunderland       | John Henderson | 6 : 5    | Robert Thornton | 0£ 31.000 | 0£ 10.000 |